# Веса Тоскала
Веса Тапані Тоскала (фін. Vesa Tapani Toskala; народився 20 травня 1977 у м. Тампере, Фінляндія) — фінський хокеїст, воротар. 
Вихованець хокейної школи «Ільвес» (Тампере). Виступав за «Ільвес» (Тампере), «КооВее» (Тампере), «Фер'єстад» (Карлстад), «Kentucky Thoroughblades» (АХЛ), «Клівленд Беронс» (АХЛ), «Сан-Хосе Шаркс», «Торонто Мейпл-Ліфс», «Калгарі Флеймс», АІК (Стокгольм).
У складі національної збірної Фінляндії учасник чемпіонатів світу 1998, 1999 і 2000, учасник Кубка світу 2004. У складі молодіжної збірної Фінляндії учасник чемпіонатів світу 1996 і 1997. У складі юніорської збірної Фінляндії учасник чемпіонату Європи 1995.
Срібний призер чемпіонату світу (1998, 1999), бронзовий призер (2000). Фіналіст Кубка світу (2004). Срібний призер чемпіонату Фінляндії (1998).